# Serie A1 2022-2023 (pallanuoto femminile)
La Serie A1 2022-2023 è stata la 39ª edizione della massima serie del campionato italiano femminile di pallanuoto. La regular season è iniziata il 22 ottobre 2022 e si è conclusa il 23 marzo 2023; i play-off sono iniziati il 4 aprile 2023 e sono terminati con la gara -4 della finale scudetto il 17 maggio 2023.
Le squadre neopromosse sono: la Rari Nantes Bologna, la Brizz Nuoto Acireale (ripescata dopo la rinuncia della C.S.S. Verona) ed il Rapallo.

## Squadre partecipanti
| Club              | Città          | Piscina                                 | Stagione 2021-2022                                                                                              |
| ----------------- | -------------- | --------------------------------------- | --- |
| Bogliasco         | Bogliasco (GE) | Stadio del Nuoto "Gianni Vassallo"      | 6ª in Serie A1                                                                                                  |
| Bologna           | Bologna        | Centro Sportivo dello Sterlino          | 1ª nel girone Nord di Serie A2; vincitrice play-off                                                             |
| Brizz Acireale    | Acireale       | Piscina Francesco Scuderi               | 2ª nel girone Sud di Serie A2; sconfitta ai play-off, ma ripescata in seguito alla rinuncia della C.S.S. Verona |
| Como              | Como           | Piscina Pia Grande (Monza)              | 8ª in Serie A1                                                                                                  |
| Florentia         | Firenze        | Piscina Goffredo Nannini                | 5ª in Serie A1                                                                                                  |
| Orizzonte CT      | Catania        | Piscina di Nesima                       | 1ª in Serie A1; campione d'Italia in carica                                                                     |
| Plebiscito Padova | Padova         | Centro Sportivo del Plebiscito          | 2ª in Serie A1                                                                                                  |
| Rapallo           | Rapallo        | Piscina Olimpionica Comunale di Rapallo | 2ª nel girone Nord di Serie A2; vincitrice play-off                                                             |
| SIS Roma          | Roma           | Polo acquatico Frecciarossa (Ostia)     | 3ª in Serie A1; vincitrice della Coppa Italia                                                                   |
| Trieste           | Trieste        | Polo Natatorio "Bruno Bianchi"          | 7ª in Serie A1                                                                                                  |

## Allenatori
| Club              | Allenatore        |
| ----------------- | ----------------- |
| Bologna           | Andrea Posterivo  |
| Bogliasco         | Mario Sinatra     |
| Brizz Acireale    | Carlo Zilleri     |
| Como              | Andrea Pisano     |
| Florentia         | Aleksandra Cotti  |
| Orizzonte CT      | Martina Miceli    |
| Plebiscito Padova | Stefano Posterivo |
| Rapallo           | Luca Antonucci    |
| SIS Roma          | Marco Capanna     |
| Trieste           | Paolo Zizza       |

## Regular season

### Classifica
|  | Pos. | Squadra           | Pt | G  | V  | N | P  | GF  | GS  | DR   |
|  | ---- | ----------------- | -- | -- | -- | - | -- | --- | --- | ---- |
|  | 1.   | SIS Roma          | 51 | 18 | 17 | 0 | 1  | 305 | 106 | +199 |
|  | 2.   | Plebiscito Padova | 46 | 18 | 15 | 1 | 2  | 246 | 117 | +129 |
|  | 3.   | Orizzonte CT      | 46 | 18 | 15 | 1 | 2  | 280 | 107 | +173 |
|  | 4.   | Rapallo           | 33 | 18 | 11 | 0 | 7  | 195 | 180 | +15  |
|  | 5.   | Trieste           | 27 | 18 | 9  | 0 | 9  | 163 | 174 | -11  |
|  | 6.   | Bogliasco         | 21 | 18 | 7  | 0 | 11 | 148 | 185 | -37  |
|  | 7.   | Como              | 15 | 18 | 5  | 0 | 13 | 113 | 231 | -118 |
|  | 8.   | Florentia         | 13 | 18 | 4  | 1 | 13 | 91  | 212 | -121 |
|  | 9.   | Brizz Acireale    | 9  | 18 | 3  | 0 | 15 | 125 | 254 | -129 |
|  | 10.  | Bologna           | 7  | 18 | 2  | 1 | 15 | 117 | 217 | -100 |

## Play-off

### Tabellone
|  | Quarti di finale | Quarti di finale | Quarti di finale  |              |          | Semifinali | Semifinali | Semifinali |  |  | Finale | Finale | Finale |  |
|  |                  |                  |                   |              |          |            |            |            |  |  |        |        |        |  |
|  |                  |                  |                   |              |          | 1          | SIS Roma   | 2          |  |  |        |        |        |  |
|  |                  |                  |                   |              |          | 1          | SIS Roma   | 2          |  |  |        |        |        |  |
|  |                  |                  |                   | Trieste      | 0        |            |            |            |  |  |        |        |        |  |
|  | 4                | Rapallo          | 0                 | Trieste      | 0        |            |            |            |  |  |        |        |        |  |
|  | 4                | Rapallo          | 0                 |              |          |            |            |            |  |  |        |        |        |  |
|  | 5                | Trieste          | 2                 |              |          |            |            |            |  |  |        |        |        |  |
|  | 5                | Trieste          | 2                 |              | SIS Roma | SIS Roma   | 1          |            |  |  |        |        |        |  |
|  |                  |                  |                   |              |          |            |            |            |  |  |        |        |        |  |
|  |                  |                  | Orizzonte CT      | Orizzonte CT | 3        |            |            |            |  |  |        |        |        |  |
|  |                  |                  |                   | Orizzonte CT | 3        |            |            |            |  |  |        |        |        |  |
|  |                  |                  |                   |              |          |            |            |            |  |  |        |        |        |  |
|  |                  |                  |                   |              |          |            |            |            |  |  |        |        |        |  |
|  |                  | 2                | Plebiscito Padova | 1            |          |            |            |            |  |  |        |        |        |  |
|  |                  |                  |                   | 1            |          |            |            |            |  |  |        |        |        |  |
|  |                  |                  |                   | Orizzonte CT | 2        |            |            |            |  |  |        |        |        |  |
|  | 3                | Orizzonte CT     | 2                 | Orizzonte CT | 2        |            |            |            |  |  |        |        |        |  |
|  | 3                | Orizzonte CT     | 2                 |              |          |            |            |            |  |  |        |        |        |  |
|  | 6                | Bogliasco        | 0                 |              |          |            |            |            |  |  |        |        |        |  |

## Play-out
| RN Florentia - Brizz Nuoto |                            |        |  |
|                            |                            |        |  |
| 29-4                       | RN Florentia - Brizz Nuoto | 10 - 7 |  |
| 6-5                        | Brizz Nuoto - RN Florentia | 10 - 6 |  |
| 13-5                       | RN Florentia - Brizz Nuoto | 9 - 11 |  |

## Verdetti
- Orizzonte CT: campione d'Italia.
- Florentia e Bologna retrocesse in Serie A2.